# 2001 en aéronautique
Chronologie de l'aéronautique
- 1997
- 1998
- 1999
- 2000
- 2001
- 2002
- 2003
- 2004
- 2005

Cet article présente les faits marquants de l'année 2001 en aéronautique.

## Événements

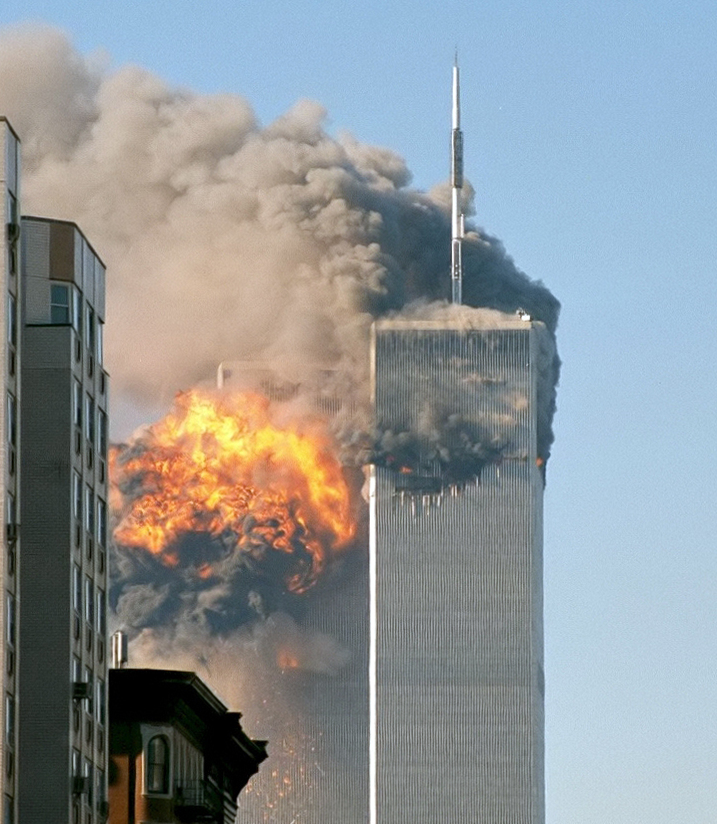
Les attentats du 11 septembre 2001 marquèrent fortement le monde de l'aéronautique.

### Janvier
- 4 janvier : premier vol de l'avion de combat indien HAL Tejas.

### Février
- 11 février : premier vol du Bede BD-17.

### Avril
- Avril : l'avion sans pilote Global Hawk part de la base d'Edwards aux États-Unis jusqu'en Australie sans aucun arrêt ni ravitaillement. C'est le plus long voyage d'un point à l'autre réalisé par un drone, le voyage dura 23 heures et 23 minutes.

### Aout
- 11 août : premier vol de l'avion d'affaire Hawker 4000 Horizon.

- 24 août : le Vol 236 Air Transat de Toronto à Lisbonne doit atterrir d'urgence aux Açores après un vol plané de 20 minutes.

### Septembre
- 11 septembre : 4 avions de ligne, 2 de American Airlines et 2 de United Airlines sont piratés par des terroristes islamistes. L'attentat fait plus de 3 000 morts.

### Octobre
- 2 octobre : faillite de Swissair.

### Novembre

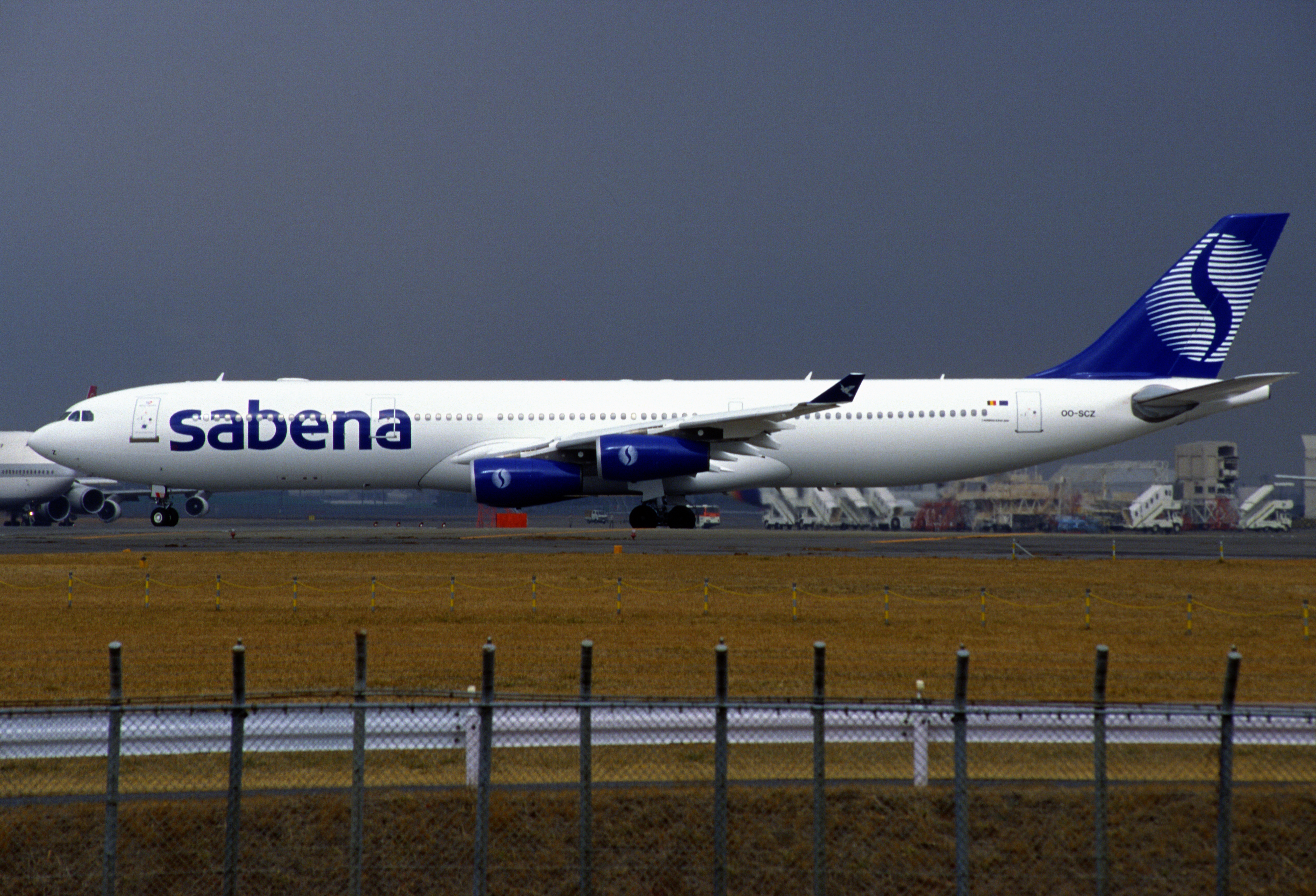
La Sabena opère son dernier vol le 7 novembre, avant d'être déclarée en faillite.

- 7 novembre : dernier vol de la compagnie aérienne porte-drapeau belge Sabena, qui sera ensuite déclarée en faillite.

- Bmi commence les vols transatlantiques de Manchester après une tentative échouée de gagner le marché à Londres.

- British Airways abandonne l'idée d'acheter KLM due à plusieurs problèmes techniques sur le traité ouvert du ciel entre les Pays-Bas et les États-Unis.

- 12 novembre :  le Vol 587 American Airlines s'écrase à New York.

- 24 novembre: le Vol 3597 Crossair s'écrase près de Zurich, en Suisse, faisant 24 morts et 9 blessés.

### Décembre
- 23 décembre : Richard Reid tente de faire exploser le vol 63 d'American Airlines.

- 31 décembre : Airbus enregistre en 2001, 375 commandes, malgré quelques annulations à la suite des attentats du World Trade Center. Le groupement européen a procédé à 325 livraisons cette année.